# Dallolmoia
Dallolmoia là một chi bướm đêm thuộc họ Noctuidae.